# Aplidium crateriferum
Aplidium crateriferum är en sjöpungsart som först beskrevs av Sluiter 1909.  Aplidium crateriferum ingår i släktet Aplidium och familjen klumpsjöpungar. Inga underarter finns listade i Catalogue of Life.